# Мутыги, Камиль
Камиль Мутыги (тат. Камил Мотыйгый; настоящее имя: Камиль Мутыгуллович Тухватуллин, тат. Төхфәтуллин Камил Мотыйгулла улы; 25 февраля 1883 года, город Уральск, Уральской области, ныне Республика Казахстан — 26 января 1941 года, Казань) — татарский писатель, журналист, певец.
Известен тем, что был близким другом и наставником Габдуллы Тукая. Являлся братом оперной певицы Галии Кайбицкой.

## Биография
Родился Камиль, 25 февраля 1883 года в городе Уральск, в семье имама-хатыба Красной мечети и основателя медресе «Мутыгия» Мутыгуллы Тухватулловича и его супруги Гиззинас.
Учился у отца в медресе «Мутыгия», параллельно окончил русскую школу. Отец посылает Камиля в Каир, в медресе аль-Азхар, путешествия по Стамбулу, Дамаску, Александрии, Мекке и Медине значительно расширили кругозор молодого Камиля. Владел арабским, турецким, казахским, узбекским, чеченским языками.
В 1905—1909 гг. был основателем журналов и газет: «аль-Гаср аль-джадид», «Уклар», «Фикер», «Уралец», «Янга тормыш». В 1909—1917 гг. К.Мутыги вел концертную деятельность, где и получил прозвище «татарского Шаляпина».
В 1917 началась гражданская война, Камиля мобилизовали и направили контролёром в Главпочтамт в Петрограде. В 1918 году, переехав в Самару, он назначается комиссаром мусульманского комиссариата. После захвата Самары белочехами сотрудничал с издававшейся при белом правительстве газетой «Безнен фикер», за что позже неоднократно обвинялся в сотрудничестве с белогвардейцами. После освобождения Самары — сотрудник газеты «Янга кюч». В 1919 г. вернулся в Уральск, где стал редактором газет «Ихтилял байрагы», «Янга фикер».
Позже был исключён из ВКП(б).
В 1924 г. переехал в Казань, где работал консультантом в газете «Гажур» и переводчиком в Народном комиссариате просвещения ТАССР, одновременно выступал с концертами.
В 1935 году комиссариаты народного образования ТАССР и РСФСР назначают ему персональную пенсию. Камиль Мутыги считает это оценкой своей деятельности.
26 января 1941 года, скончался в Казани.

## Творчество
Был первым профессиональным татарским эстрадным исполнителем. В 1930-е годах занимался литературной деятельностью, создал пьесы Мутыги «Шайтан өне» («Чёртово гнездо»), «Көрәш» («Борьба»), которые ставились в татарских театрах, в его творчество входили народные песни, песни собственного сочинения на стихи татарских поэтов.
Предположительно, в начале XX века, песня «Туган Тел» исполнялась на мотив старинной народной песни «Салим бабай», напетой Камилем Мутыги Тукаю
Широкое распространение в татарском народе получили песни «Ай, былбылым» и «Пар ат» на стихи Габдуллы Тукая.